# Xorides tarsalis
Xorides tarsalis là một loài tò vò trong họ Ichneumonidae.